# Collection Bucquet-Aux Cousteaux
La collection Bucquet-Aux Cousteaux est une ancienne collection de manuscrits originaux sur parchemin ayant appartenu à Jean-Baptiste Bucquet et relatifs au Beauvaisis aux XIIe et XVIIIe siècles. C'est une collection recueillie par Charles Aux Cousteaux puis donnée à la bibliothèque de la ville de Beauvais par le chanoine Renet .

## La collection
La collection Bucquet est une collection privée rassemblée Louis Jean-Baptiste Bucquet (1731-1801), ancien procureur du roi au bailliage puis échevin de Beauvais. Né le 10 mars 1731 à Beauvais, il était le fils de Jean Bucquet, maire de Beauvais . Il s'associa a d'autres érudits de Beauvais pour contribuer à écrire l'histoire de Beauvais. Il mourut à Hermes, le 13 avril 1801.).
Elle comporte 95 volumes de documents, et est actuellement conservé par la Médiathèque de Beauvais (au sein du Réseau des médiathèques du Beauvaisis). L'ensemble des 65 000 pages de ces manuscrits a été numérisé en 2004 par la ville de Beauvais, et mis en ligne.

## Inventaire
- Victor Leblond, Inventaire sommaire de la collection Bucquet-Aux Cousteaux, comprenant 95 volumes de documents manuscrits et imprimés rassemblés au XVIIIe siècle sur Beauvais et le Beauvaisis, Paris : Honoré Champion, Beauvais : Société académique de l'Oise, s.d. [1906], xxii-360 p. en ligne.